# 特奥菲兰迪亚
特奥菲兰迪亚是巴西巴伊亚州的一个市镇。总面积317.982平方公里，总人口19602人，人口密度61.6人/平方公里。